# 볼리비아청서
볼리비아청서(학명 : Sciurus ignitus)는 다람쥐과 청서속에 속하는 설치류의 일종이다. 남아메리카의 토착종으로 알려진 정보가 거의 없으며, 복합종의 하나로 추정된다.

## 특징
볼리비아청서는 상당히 큰 청서로 꼬리를 제외한 몸길이가 14~22mm이고 꼬리 길이는 몸길이와 유사하다. 성체의 몸무게는 183~242g이다. 털은 대부분 검은색과 노란색이 섞인 짙은 올리브색이고, 가슴과 배 쪽은 연한 회색 또는 희끄무레한 색조를 띤다. 눈 주위에 둥글게 희미한 담황색 털이 나 있고, 귀 뒤는 뚜렷한 담황색 반점 무늬가 있다. 암컷은 3쌍의 젖꼭지를 갖고 있다.

## 분포 및 서식지
볼리비아청서는 페루부터 볼리비아와 브라질를 거쳐 아르헨티나 북단까지 안데스 산맥 동쪽 끝을 따라 서식한다. 서식지의 정확한 내용은 명확하지 않지만 해발 200~2700m의 저지대와 저산대 열대 숲에서 발견된다.

## 아종
5종의 아종이 알려져 있다.
- S. i. ignitus - 볼리비아 북부
- S. i. argentinius - 아르헨티나
- S. i. boliviensis - 볼리비아 중부와 남부
- S. i. cabrerai - 브라질에서 발견된 단 한 점의 표본 일부만이 알려져 있다.
- S. i. irroratus - 페루, 브라질 서부

## 습성 및 생태
볼리비아청서는 주행성 동물로 낮 동안에 숲 하층과 아임관층을 따라 움직인다. 잡식성 동물로 견과류와 열매, 균류, 곤충 등을 먹는다. 보통 독거 생활을 하며, 땅 위 약 6~10m 높이에 나뭇잎과 가지로 둥글게 둥지를 만들고 식물 잎과 덩굴 속에 숨는다. 6월과 7월 사이에 새끼가 8월에 임신한 어미가 포획되며, 건기 동안에 번식을 하는 것으로 추정된다.